# Anne Curzan
Anne Curzan é uma linguista estadunidense, professora da Universidade de Michigan. Suas pesquisas são focadas em áreas como a história da língua inglesa, prescritivismo, ideologia linguística, linguagem e gênero, lexicografia e pedagogia.